# Wielka Loża Mieszana Chile
Wielka Loża Mieszana Chile - sięga swymi korzeniami roku 1929, kiedy to utworzono w Chile pierwsza lożę mieszaną zakonu Droit Humain - Igualdad (hiszp. Równość). W 1930 roku zainstalowano kolejne loże na wschodzie Santiago i Valparaíso. W 1932 roku działało pięć lóż w Santiago i dwie w Valparaiso. W 1935 roku utworzono chilijską federację Droit Humain której pierwszym wielkim mistrzem został Adolfo Arianzola Quezada. Za jego kadencji zainstalowano kolejne loże Adonai na wschodzie Santiago i Esrella del Pacifico. W 1954 roku Federację przekształcono w Mieszany Zakon Wolnomularski Chile, który w latach 70. XX wieku przyjął obecną nazwę.